# ラモラール・ファン・エフモント
ラモラール・ファン・エフモント（蘭：Lamoraal van Egmont, 仏：Lamoral d'Egmont, 1522年11月18日 - 1568年6月5日）は、フランドルの軍人、政治家。八十年戦争初期の指導者の一人。エフモント伯、エグモン伯、エグモント伯の称号で知られる。プファルツ＝ジンメルン公ヨハン2世の娘ザビーネと結婚した。

## 生涯
1541年、エフモント伯を相続した。当時ネーデルラント地方を支配していた神聖ローマ皇帝カール5世のアルジェ遠征に従軍、1554年イングランドへ渡り、カールの子フェリペ（フェリペ2世）とメアリー1世の婚儀を成立させた。1557年、フェリペ2世の対フランス戦におけるフランドル騎士団の指揮官を任じられ、サン・カンタン、グラヴリーヌ（1558年）で戦功を挙げ、1559年、フェリペからフランドル、アルトワ両州の知事に指名された。
故郷に戻り、スペインによるネーデルラント属領支配に憤った彼は、カルヴァン派の浸透し始めた地元ブルジョワ階級に支持を受け、オラニエ公ウィレム1世、ホールン伯フィリップらとともに、フェリペの派遣した総督でパルマ公妃マルゲリータおよび枢機卿グランヴェルの専制に抵抗した。1564年には、グランヴェルをスペインへ退去に追い込んだ。
しかしフェリペが宗教裁判政策を改めることはなく、ラモラールはその緩和のためにスペイン宮廷へ赴くが、むなしく帰国した。その後1566年に組織された中小貴族の反対同盟には加わらなかったが、ラモラールに対する王の疑惑は解けなかった。1567年、新総督アルバ公フェルナンド・アルバレス・デ・トレドが着任するとただちに逮捕され、翌年の裁判でホールン伯とともに死刑を宣告されてブリュッセルで斬首刑に処された。
ブリュッセルのプティ・サブロン広場 (Square of Petit Sablon) に彼の像が建てられている。